# Joachima De Vedruna
Joachima De Vedruna, Joaquina Vedruna de Mas (ur. 16 kwietnia 1783, zm. 28 sierpnia 1854) – hiszpańska święta Kościoła katolickiego, założycielka Zgromadzenie Karmelitanek Miłosierdzia.

## Życiorys
Joaquina Vedruna de Mas urodziła się 16 kwietnia 1783 roku w szlacheckiej rodzinie. 24 marca 1799 roku wyszła za mąż za prawnika Theodora de Mas. Z tego związku urodziła dziewięcioro dzieci. Po śmierci męża przeniosła się wraz z dziećmi do Vic. W 1826 roku założyła instytut Sióstr Karmelitanek Miłosierdzia. Zmarła 28 sierpnia 1854 roku na cholerę.
Została beatyfikowana przez papieża Piusa XII 19 maja 1940 roku, a kanonizowana przez Jana XXIII 12 kwietnia 1959 roku.
Wspomnienie liturgiczne obchodzone jest w Kościele katolickim w dies natalis.